# Entertainment for All
Entertainment for All lub E for All – targi gier komputerowych stworzone 5 stycznia 2007 przez IDG World Expo. Targi wspierane przez Entertainment Software Association zastąpiły targi GamePro Expo i są następcami E³. Targi odbywały się od 18 do 21 października 2007 w Los Angeles Convention Center. Wstęp był płatny, lecz obecność nie będzie ograniczona jedynie do producentów, wydawców i dziennikarzy. 